# Lindnerica semireducta
Lindnerica semireducta är en fjärilsart som beskrevs av Wolfgang Dierl 1965. Lindnerica semireducta ingår i släktet Lindnerica och familjen säckspinnare. Inga underarter finns listade i Catalogue of Life.